# Ghostscript
 Ghostscript  és el conjunt de programari intèrpret per excel·lència de documents en format PS i PDF. S'ocupa de la rasterització o representació d'aquests fitxers, per a la visualització o impressió de pàgines de document i la conversió entre fitxers PostScript i PDF. Fou escrit l'any 1986 per Peter Deutsch per al projecte GNU’s Not Unix (GNU). Peter Deutsch en va fer una versió comercial, Aladdin Ghostscript, per això va fundar Aladdin Enterprises.

## Descripció
Ghostscript permet presentar dades PS i PDF a la pantalla i a més traduir de manera que puguin ser impresos en una impressora amb capacitat gràfica mitjançant l'ús del controlador d'aquesta impressora.
Aladdin Enterprises manté les noves versions del Ghostscript fins que arriben a una certa «edat», i després les allibera a la Fundació de Programari Lliure (FSF, Free Software Foundation) perquè es distribueixi com GNU Ghostscript. Aquestes versions són les que es distribueixen «lliures de càrrec» en les distribucions de Linux.
Disposa d'una sèrie de dispositius controladors per a diversos tipus d'impressora. Si invoquem gs-h, ens apareixerà gran quantitat d'informació sobre la nostra versió instal·lada de Ghostscript, entre la qual trobarem els dispositius controladors.

## Derivats
Microsoft en va patentar un clònic (TrueImage) comprat a Bauer Enterprises que l'havia desenvolupat a partir del codi "open source" del Ghostcript, i el va llicenciar posteriorment a Apple Inc. en una joint venture que li intercanviava la llicència per la de TrueType. La joint venture es va fer per competir comercialment amb el format "Type 1" d'Adobe Systems, que estava basat en el llenguatge de descripció de pàgina PostScript. Una de les principals fortaleses de TrueType era que oferia als dissenyadors de tipografia un major grau de control (mitjançant hints) sobre la forma en què els caràcters es mostraven en pantalla o en impresos a grandàries menors, amb la qual cosa s'aconseguia una millor llegibilitat.